# Пулковская (гостиница)
«Пу́лковская» — гостиница в Санкт-Петербурге, располагается в Московском районе на площади Победы.

## История
Открыта в 1981 году, адрес пл. Победы, 1. Авторы проекта — В. С. Волонсевич, финский архитектор И. Вальяка, руководитель группы архитекторов С. Б. Сперанский. Построена финской фирмой «Хака». С 2007 года входит в сеть Park Inn by Radisson, ранее принадлежала городской администрации.

## Особенности
Напротив гостинцы, на восточной стороне площади, расположено точно такое же идентичное здание, которое занимает РНИИ «Электронстандарт». Оба здания входят в ансамбль площади. Оба подверглись реконструкции в конце 2000-х — начале 2010-х гг.
Иногда гостиница становится местом проведения статусных мероприятий, а также местом проживания участников мероприятий, проходящих в «Экспофоруме». Этому, в частности, способствует близость к аэропорту »Пулково».
Рядом и в самой гостинице располагаются фудкорты ,также имеются рестораны с боковой стороны гостиницы , а также и в самой("Paulaner Brauhaus Restaurant")